# Myrmica tschekanovskii
Myrmica tschekanovskii là một loài kiến, trong chi Myrmica.